# Massimo Roccoli

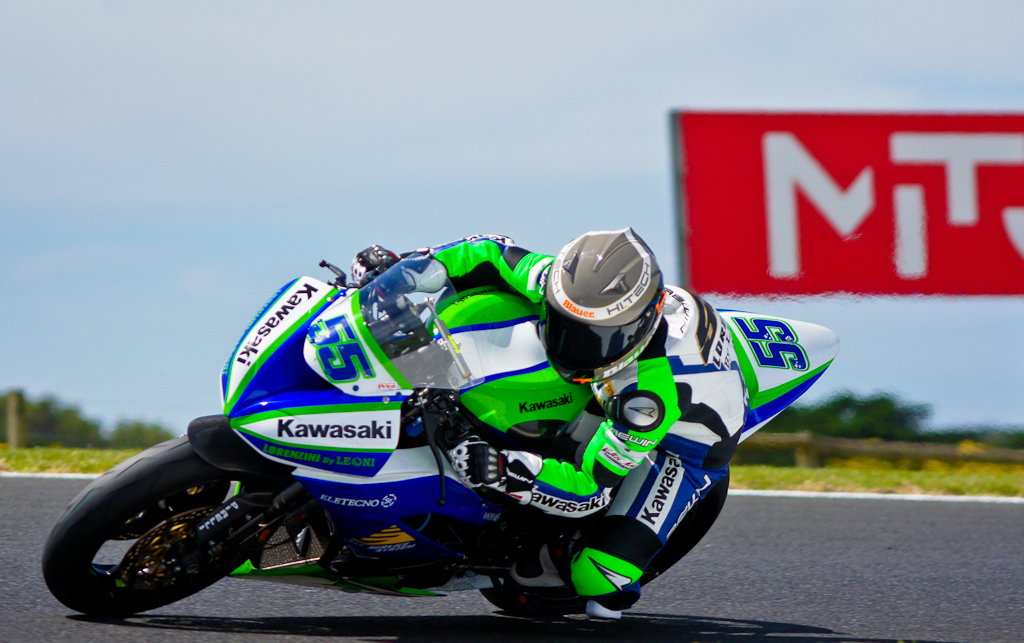
Massimo Roccoli op het Phillip Island Grand Prix Circuit in 2011.

Massimo Roccoli (Rimini, 27 november 1984) is een Italiaans motorcoureur.

## Carrière
Roccoli maakte zijn internationale motorsportdebuut in 2004, toen hij deelnam aan drie races van het wereldkampioenschap Supersport op een Yamaha. In alle drie de races, die gehouden werden in Misano, Monza en Magny-Cours, werd hij elfde. Dat jaar nam hij ook deel aan een race van het Europees kampioenschap Superstock op het Autodromo Enzo e Dino Ferrari, waarin hij vijfde werd. Verder kwam hij uit in de Supersport-klasse van het Italiaans kampioenschap wegrace. Hij won hierin twee races op het Circuito Internazionale Santamonica en het Autodromo Vallelunga en werd met 72 punten derde in de eindstand.
In 2005 reed Roccoli een volledig seizoen in het Europees kampioenschap Superstock, dat vanaf dat seizoen bekend stond als de FIM Superstock 1000 Cup, op een Yamaha. Hij won een race op Silverstone en stond in drie andere races op het podium. Met 119 punten werd hij vijfde in het klassement. Tevens debuteerde hij dat jaar in het wereldkampioenschap superbike in de races op Silverstone als vervanger van de geblesseerde Gianluca Vizziello; in de eerste race kwam hij niet aan de finish, terwijl hij in de tweede race vijftiende werd. In 2006 reed hij zijn eerste volledige seizoen in het WK Supersport op een Yamaha. Hij behaalde zijn eerste overwinning in de klasse in de race op Misano, waardoor hij met 96 punten zesde werd in het kampioenschap. Tevens werd hij dat jaar kampioen in het Italiaans kampioenschap Supersport met twee overwinningen en 116 punten.
In 2007 bleef Roccoli actief in het WK Supersport met Yamaha. Hij behaalde een podiumplaats op Brands Hatch en hij werd met 90 punten opnieuw zesde in de eindstand. Verder werd hij voor de tweede keer kampioen in het Italiaans kampioenschap Supersport met vier zeges en 140 punten. In 2008 behaalde hij in het WK zijn beste resultaat met een zesde plaats op Magny-Cours, waardoor hij met 58 punten twaalfde werd in het klassement. Daarnaast werd hij opnieuw kampioen in de Italiaanse klasse met vier overwinningen en 120 punten. In 2009 was hij enkel actief in het WK, waarin hij overstapte naar een Honda. Hij behaalde een podiumplaats op Misano en werd zo met 70 punten elfde in de rangschikking. In 2010 was een vierde plaats in de seizoensfinale op Magny-Cours zijn beste race-uitslag en werd hij achtste in de eindstand met 84 punten.
In 2011 stapte Roccoli binnen het WK Supersport over naar een Kawasaki. Een vierde plaats op Aragón was dat jaar zijn beste resultaat en hij werd met 71 punten tiende in het kampioenschap. Ook keerde hij terug in het Italiaans kampioenschap wegrace, waarin hij een aantal races reed in de Supersport- en Moto2-klassen. In 2012 begon hij het jaar in het WK Supersport op een Yamaha. Een zevende plaats op Monza was zijn beste resultaat, voordat hij na de race op Donington werd vervangen door Andrea Antonelli. In de daaropvolgende race op Misano verving hij eenmalig de geblesseerde Vladimir Leonov. Hierna debuteerde hij in de Moto2-klasse van het wereldkampioenschap wegrace tijdens de Grand Prix van Italië op een Bimota als vervanger van Damian Cudlin. Vervolgens keerde hij terug in het WK Supersport, waarin hij in Brno op een Honda reed als vervanger van Roberto Anastasia. Voor de laatste drie races van het jaar keerde hij terug naar een Yamaha, waar hij uitkwam als permanente vervanger van Dino Lombardi. Uiteindelijk beëindigde hij het kampioenschap op de vijftiende plaats met 30 punten. Ook nam hij dat jaar deel aan een aantal races van het Italiaans kampioenschap Supersport, waarin hij vijfde werd met twee zeges en 75 punten.
In 2013 reed Roccoli een volledig seizoen in het WK Supersport op een Yamaha. Een negende plaats in de seizoensopener op Phillip Island was zijn beste resultaat en hij werd met 23 punten twintigste in het klassement. In 2014 kwam hij uit als fulltime coureur in het Italiaans kampioenschap Supersport op een MV Agusta. Hij won vijf races en behaalde 167 punten, waarmee hij met twee punten achterstand op Federico Caricasulo tweede werd in de eindstand. Ook reed hij dat jaar in de laatste vijf races van het WK Supersport op een MV Agusta als vervanger van Vladimir Leonov, met twee tiende plaatsen op Portimão en Losail als hoogste klasseringen. In 2015 reed hij weer enkel in de Italiaanse klasse, waarin hij zijn vierde titel behaalde met vier overwinningen en 169 punten. In 2016 verdedigde hij zijn titel met succes met twee zeges en 172 punten. Verder was hij dat jaar actief in de laatste race van het WK Supersport op Losail als vervanger van Lorenzo Zanetti; hij eindigde de race als negende.
In 2017 verdeelde Roccoli zijn tijd over het Italiaans kampioenschap superbike, waarin hij twee races reed, en het Italiaans kampioenschap Supersport, waarin hij uitkwam in de laatste zes races. In de Supersport-klasse behaalde hij een overwinning op Misano. Tevens reed hij dat seizoen voor het eerst in twaalf jaar in het WK superbike op een Yamaha in de races in Lausitz als vervanger van Jakub Smrž, maar wist hierin niet tot scoren te komen. In 2018 reed hij weer een volledig seizoen in het Italiaans kampioenschap Supersport op een Yamaha en werd hierin voor de zesde keer kampioen met een overwinning en 181 punten. In het WK Supersport reed hij dat jaar als wildcardcoureur in de race op Imola, maar finishte de race niet. In 2019 won hij in de Italiaanse klasse een race op Imola en werd hij met 173 punten tweede achter Lorenzo Gabellini. In het WK Supersport reed hij als wildcardcoureur in de twee Italiaanse races, waarin een tiende plaats op Misano zijn beste klassering was.
In 2020 reed Roccoli enkel in het Italiaans kampioenschap Supersport op een Yamaha. Hij behaalde een podiumplaats op het Circuit Mugello en hij werd met 71 punten zevende in het eindklassement. In 2021 wist hij weer een zege te boeken op Misano en werd hij met 147 punten vierde in het kampioenschap. Ook keerde hij terug in het WK Supersport als wildcardcoureur voor de races op Misano; in de eerste race finishte hij niet, maar in de tweede race werd hij twaalfde. In 2022 was Roccoli wederom actief in het Italiaans kampioenschap Supersport. Tevens keerde hij dat jaar terug in het WK wegrace, waarin hij ditmaal in de MotoE-klasse deelnam aan de races in Italië als vervanger van de geblesseerde Jordi Torres.

## Statistieken

### Grand Prix

#### Per seizoen
| Seizoen | Klasse | Motor    | Team                        | Races | Winst | Podiums | Poles | SR | Ptn | Pos |
| ------- | ------ | -------- | --------------------------- | ----- | ----- | ------- | ----- | -- | --- | --- |
| 2012    | Moto2  | Bimota   | Desguaces La Torre SAG      | 1     | 0     | 0       | 0     | 0  | 0   | NC  |
| 2022    | MotoE  | Energica | Pons Racing 40              | 2     | 0     | 0       | 0     | 0  | 6   | 21e |
| 2024    | MotoE  | Ducati   | Ongetta Sic58 Squadra Corse | 15    | 0     | 0       | 0     | 0  | 88  | 13e |
| Totaal  | Totaal | Totaal   | Totaal                      | 18    | 0     | 0       | 0     | 0  | 94  |     |

#### Per klasse
| Klasse | Seizoenen              | 1e GP                  | 1e podium              | 1e winst               | Races | Winst | Podiums | Poles | SR | Ptn | Kampioen |
| ------ | ---------------------- | ---------------------- | ---------------------- | ---------------------- | ----- | ----- | ------- | ----- | -- | --- | -------- |
| Moto2  | 2012                   | Italië 2012            |                        |                        | 1     | 0     | 0       | 0     | 0  | 0   | 0        |
| MotoE  | 2022, 2024-heden       | Italië 2022 R1         |                        |                        | 17    | 0     | 0       | 0     | 0  | 94  | 0        |
| Totaal | 2012, 2022, 2024-heden | 2012, 2022, 2024-heden | 2012, 2022, 2024-heden | 2012, 2022, 2024-heden | 18    | 0     | 0       | 0     | 0  | 94  | 0        |

#### Races per jaar
(vetgedrukt betekent pole positie; cursief betekent snelste ronde)
| Jaar | Klasse | Motor    | 1      | 2       | 3        | 4       | 5       | 6       | 7      | 8      | 9       | 10      | 11      | 12      | 13     | 14      | 15       | 16       | 17  | Pos | Ptn |
| ---- | ------ | -------- | ------ | ------- | -------- | ------- | ------- | ------- | ------ | ------ | ------- | ------- | ------- | ------- | ------ | ------- | -------- | -------- | --- | --- | --- |
| 2012 | MotoGP | ART      | QAT    | SPA     | POR      | FRA     | CAT     | GBR     | NED    | DUI    | ITA DNF | INP     | TSJ     | SMR     | ARA    | JPN     | MAL      | AUS      | VAL | NC  | 0   |
| 2022 | MotoE  | Energica | SPA1   | SPA2    | FRA1     | FRA2    | ITA1 15 | ITA2 11 | NED1   | NED2   | OOS1    | OOS2    | SMR1    | SMR2    |        |         |          |          |     | 21  | 6   |
| 2024 | MotoE  | Ducati   | POR1 6 | POR2 10 | FRA1 DNF | FRA2 13 | CAT1 10 | CAT2 11 | ITA1 7 | ITA2 4 | NED1 6  | NED2 10 | DUI1 13 | DUI2 11 | OOS1 9 | OOS2 11 | SMR1 DNF | SMR2 DNS |     | 13  | 88  |